# Étoile de Bessèges 2006
La 36e édition de la course cycliste Étoile de Bessèges a eu lieu du 1er février au 5 février 2006.
Le vainqueur du classement général de cette édition est le coureur belge Frederik Willems, de l'équipe Chocolade Jacques.Il devança finalement le Belge Preben Van Hecke de l'équipe Davitamon-Lotto, à 26 secondes,
et le Français Thomas Voeckler (Bouygues Telecom, à 32 secondes).

## Étapes
| Détail    | Date        | Villes étapes                            | km  | Vainqueur d'étape  | Leader du classement général |
| 1re étape | 1er février | Marseille - Marseille                    | 126 | Frederik Willems   | Frederik Willems             |
| 2e étape  | 2 février   | Nîmes - St-Ambroix                       | 149 | Jaan Kirsipuu      | Frederik Willems             |
| 3e étape  | 3 février   | Château de Portes - Les Salles-du-Gardon | 140 | Éric Leblacher     | Frederik Willems             |
| 4e étape  | 4 février   | Allègre - Allègre                        | 151 | Stéphane Pétilleau | Frederik Willems             |
| 5e étape  | 5 février   | Gagnières - Bessèges                     | 148 | Jaan Kirsipuu      | Frederik Willems             |

## Classement général
| \| Classement général \| Classement général \| Classement général \| Classement général \| Classement général \| \| Coureur \| Coureur \| Pays \| Équipe \| Temps \| \| ------------------ \| ------------------ \| ------------------ \| ------------------------------------- \| ------------------ \| \| 1er \| Frederik Willems \| Belgique \| Chocolade Jacques-Topsport Vlaanderen \| 17 h 46 min 12 s \| \| 2e \| Preben Van Hecke \| Belgique \| Davitamon-Lotto \| + 26 s \| \| 3e \| Thomas Voeckler \| France \| Bouygues Telecom \| + 26 s \| \| 4e \| Michael Blaudzun \| Danemark \| CSC \| + 32 s \| \| 5e \| Ludovic Turpin \| France \| AG2R Prévoyance \| + 36 s \| \| 6e \| Mads Kaggestad \| Norvège \| Crédit Agricole \| + 36 s \| \| 7e \| Brian Vandborg \| Danemark \| CSC \| + 43 s \| \| 8e \| Maxime Méderel \| France \| Auber 93 \| + 2 min 30 s \| \| 9e \| Kilian Patour \| France \| Crédit Agricole \| + 4 min 06 s \| \| 10e \| Antoine Dalibard \| France \| \| + 4 min 11 s \| |                  |          |                                       |                  |
| |                  |          |                                       |                  |
| Sources : ProCyclingStats Cycling Quotient Cycling Archives |                  |          |                                       |                  |
| Classement général |                  |          |                                       |                  |
| Coureur | Coureur          | Pays     | Équipe                                | Temps            |
| 1er | Frederik Willems | Belgique | Chocolade Jacques-Topsport Vlaanderen | 17 h 46 min 12 s |
| 2e | Preben Van Hecke | Belgique | Davitamon-Lotto                       | + 26 s           |
| 3e | Thomas Voeckler  | France   | Bouygues Telecom                      | + 26 s           |
| 4e | Michael Blaudzun | Danemark | CSC                                   | + 32 s           |
| 5e | Ludovic Turpin   | France   | AG2R Prévoyance                       | + 36 s           |
| 6e | Mads Kaggestad   | Norvège  | Crédit Agricole                       | + 36 s           |
| 7e | Brian Vandborg   | Danemark | CSC                                   | + 43 s           |
| 8e | Maxime Méderel   | France   | Auber 93                              | + 2 min 30 s     |
| 9e | Kilian Patour    | France   | Crédit Agricole                       | + 4 min 06 s     |
| 10e | Antoine Dalibard | France   |                                       | + 4 min 11 s     |